# Acacia cowaniana
Acacia cowaniana é uma espécie de leguminosa do gênero Acacia, pertencente à família Fabaceae.